# Selket
Selket (auch Serqet, Selqet, Serket, Serket-Hetit, Serket-hetet, Selkis oder Selqis) ist eine Göttin in der ägyptischen Mythologie. Sie ist Schutzgöttin der Heilkundigen und zusammen mit Isis, Neith und Nephthys eine der vier Schutzgöttinnen der vier Horussöhne, die die Särge und Kanopen bewachen.

## Darstellung
Die bekannteste Darstellung der Selket ist die einer stehenden Frau mit einem Skorpion auf dem Kopf, weshalb sie auch als Skorpiongöttin bezeichnet wird. Allerdings sind zu dieser üblichen Identifikation erhebliche Zweifel anzumelden: dem auf dem Kopf der Göttin abgebildeten Tier fehlt der typische rückwärts gebogene Skorpionstachel, was bei der Präzision der ägyptischen Tierdarstellungen verwundert. Dagegen entspricht das Emblem dem Bild des Wasserskorpions (Nepa rubra), einer nicht mit dem Skorpion verwandten Wasserinsektenart, dessen charakteristisches Atemrohr zudem zu der Bezeichnung der Selket passt als „Die atmen lässt“. Im Aspekt als Schutzgöttin der Kanope des Kebechsenuef steht sie mit ausgestreckten Armen da, um zu umarmen und zu beschirmen. Als göttliche Mutter wird Selket hingegen völlig anders dargestellt: ein Frauenkörper mit Löwen- oder Krokodilkopf und mit Messern bewaffnet. Grabszenen zeigen sie nicht nur in anthropomorpher Gestalt, sondern auch rein in Tiergestalt als Skorpion, Löwe oder eine sich aufbäumende Kobra.

## Name
Selket geht auf eine alte Lautübersetzung der Hieroglyphenschrift zurück. Man geht heute aber davon aus, dass die Aussprache Serket der zur Zeit der Pharaonen am nächsten kommt und in etwa „die atmen lässt“ bedeutet. Serket-Hetit gründet auf einer offenbar älteren Darstellungsform des Namens. Hetit wird dabei mit „Kehle“ übersetzt, so dass der Name der Göttin dann „die, welche die Kehle atmen lässt“ lautet. Die Bezeichnung „Selkis“ schließlich wurde als Schreibweise aus griechischen Texten in andere Sprachen übernommen.

## Bedeutung

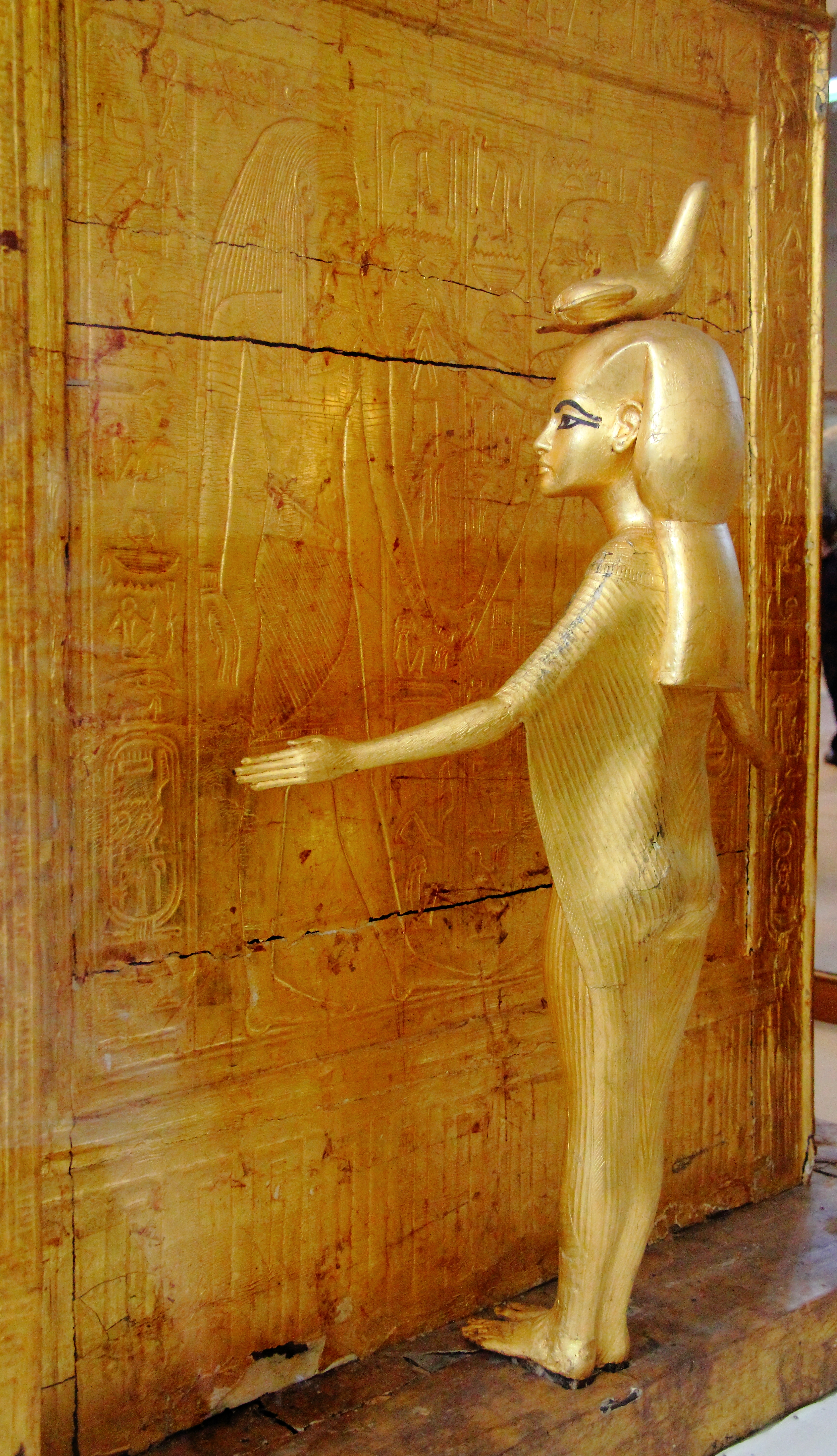
Selket-Statue, Ägyptisches Museum Kairo (JE 60686)

Selket stammt aus dem Delta und es finden sich bereits in der 1. Dynastie Hinweise auf eine Verehrung dieser Göttin. Erwähnung findet sie auch als eine der göttlichen Mütter in den Pyramidentexten des Alten Reiches, in denen sie als Mutter des Schlangengottes Nehebkau genannt wird und in diesem Zusammenhang „den König nähre“. Sie ist Schutzgöttin der Heilkundigen, da sie Bisse und Stiche giftiger Tiere, speziell der Skorpione, vereitelt und heilt. Zudem bekämpft Selket auch Apophis.
Weitere Erwähnung findet Selket in der mythologischen Erzählung um die Geburt des Gottes Horus, in der sie zusammen mit Nephthys der Göttin Isis zur Seite steht, nachdem der Kindgott von einem Skorpion gestochen worden war. Zusammen mit Isis, Neith und Nephthys ist sie eine der vier Schutzgöttinnen der Horussöhne. Sie beschützt die Kanope des Kebechsenuef, in der die Gedärme des Verstorbenen aufbewahrt werden. Vermutlich wird Selket deshalb auch in einem altägyptischen Text als Nebet-per-nefer bezeichnet, als „Herrin des schönen Hauses“, was den Ort der Einbalsamierung („Haus der Verschönerung“) bezeichnete.